# Srock
Srock is een plaats in het Poolse district  Piotrkowski, woiwodschap Łódź. De plaats maakt deel uit van de gemeente Moszczenica en telt 720 inwoners.